# شارع الفرنسيين (بيروت)

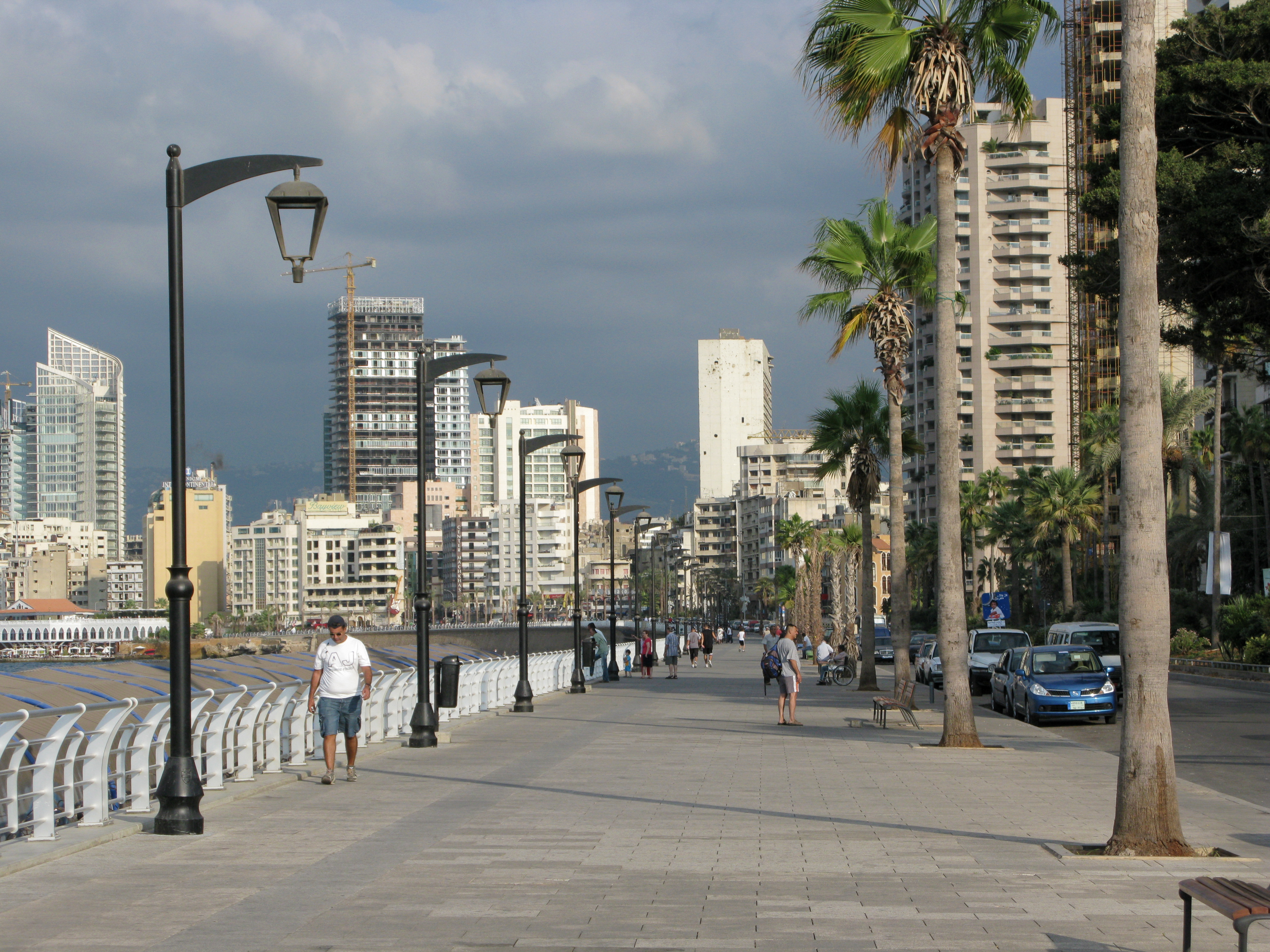
كورنيش بيروت ، الامتداد اللاحق لشارع الفرنسيين

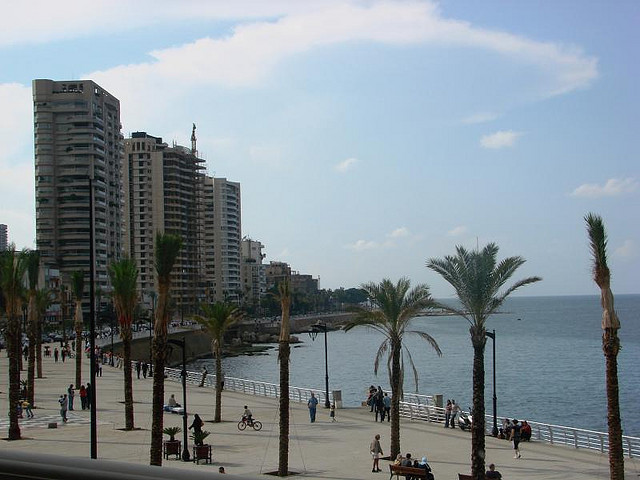
كورنيش بيروت بالقرب من خليج سان جورج حيث كان متصلاً في الأصل بشارع باريس

كان شارع الفرنسيين شارعًا واسعًا محاطًا بأشجار النخيل على شاطئ البحر في بيروت ، لبنان ،  وهو الآن جزء من ممشى المشاة، ممشى الشاطئ.

## تاريخ
تم إنشاء شارع الفرنسيين نتيجة لتوسيع شارع ميناء الحصن السابق خلال فترة الانتداب على سوريا ولبنان كجزء من مشروع التجديد الحضري المخطط للعاصمة.  كان هذا أول ممشى على شاطئ البحر في بيروت. تم توسيع السد على طول الواجهة البحرية باستخدام حطام المدينة القديمة وتم تشييد جدار احتياطي من أنقاض كنيسة بيزنطية.  بفضل أرصفتها العريضة وأشجار النخيل والفنادق الأنيقة، سرعان ما أصبحت الجادة هي المكان المفضل للعائلات البارزة في المدينة.  في عام 1925، تم طباعة بطاقات بريدية لشارع شارع الفرنسيين، ومقارنته بـ بروميناد دي أنجليس في مدينة نيس، للترويج للسياحة الفرنسية في بلاد الشام .   في عام 1932،  تم بناء فندق سانت جورج الأسطوري في شارع أفينيو دي فرانسيس، المواجه لخليج سانت جورج . وتبعه فندق نورماندي، مما أضاف إلى هيبة الشارع. كان أحد معالم الشارع هو مطعم لوكولوس، وهو مطعم فرنسي يقع بين فندق نورماندي وفندق باسول . كان المطعم مشهورًا بحساء السمك الذي يقدمه يوم الجمعة.  كانت عائلة بسول تمتلك المبنى الذي يقع فيه المطعم. تم بيع المبنى في عام 1967 ثم تم هدمه لإفساح المجال لبناء فندق هيلتون بيروت.  كان شارع الفرنسيين هو أصل الكورنيش البحري، كورنيش بيروت ، أحد أكثر الأماكن العامة شعبية في بيروت. 

## سنوات الحرب
أثناء الحرب، أصبح الشارع مدفونًا تحت مكب نفايات، يُسمى مكب نفايات نورماندي نسبةً إلى الفندق الأسطوري الذي كان موجودًا في الشارع قبل الحرب. وبسبب مكب النفايات، الذي "[امتد] الأرض بما يزيد عن 600 متر إلى الشمال"، لم يعد الخط الساحلي الأصلي موجودًا ومعه ضاع الشارع. 

## إحياء: نزهة معاصرة
بعد الحرب، قامت شركة سوليدير ، وهي الشركة المسؤولة عن تخطيط وإعادة تطوير منطقة وسط بيروت ، بتعيين جوستافسون بورتر لإنشاء ممشى الشاطئ، وهو ممشى للمشاة يتتبع خط الساحل الأصلي الذي فقد أثناء الحرب.   بالإضافة إلى ممشى المشاة، تضمن ممشى الشاطئ خمسة ساحات وحدائق مفتوحة: ساحة الميناء، وساحة جميع القديسين، وساحة زيتونة، وحديقة سانتياه، وحدائق الشاطئ، التي كانت في موقع شارع فرانسيه التاريخي. كانت سلسلة الميادين العامة التي صممها جوستافسون بورتر تمر عبر الأراضي التي تم استصلاحها من مكب نفايات نورماندي على طول خط الساحل الأصلي،  وتمتد بين الأقسام القديمة والجديدة من المدينة.  عند تصميم حدائق الشاطئ، أدرج جوستافسون بورتر ميزة مائية خطية كتفسير معاصر لجدار البحر الذي كان موجودًا على طول الشارع. من خلال إنشاء سلسلة من المساحات التي تتبع الخط الساحلي التاريخي لبيروت،  أعاد ممشى الخط الساحلي مرة أخرى تأسيس اتصال بين الشرق والغرب  في هذا الجزء من المدينة كما فعل شارع الفرنسيون ذات يوم. بعد سنوات من الإهمال، تم إعادة إحياء شارع الفرنسيين وتحويله إلى متنزه معاصر. 

## في الأدب
- أسلحة لأدونيس بقلم شارلوت جاي

"وكان شقيقه الأكبر توفيق مستقراً في بيروت، وكان يدير أعمالاً مزدهرة في شارع فرانسيه ."

## أنظر أيضاً
- سوليدير
- منطقة وسط بيروت